# Frank Benson (Schauspieler)

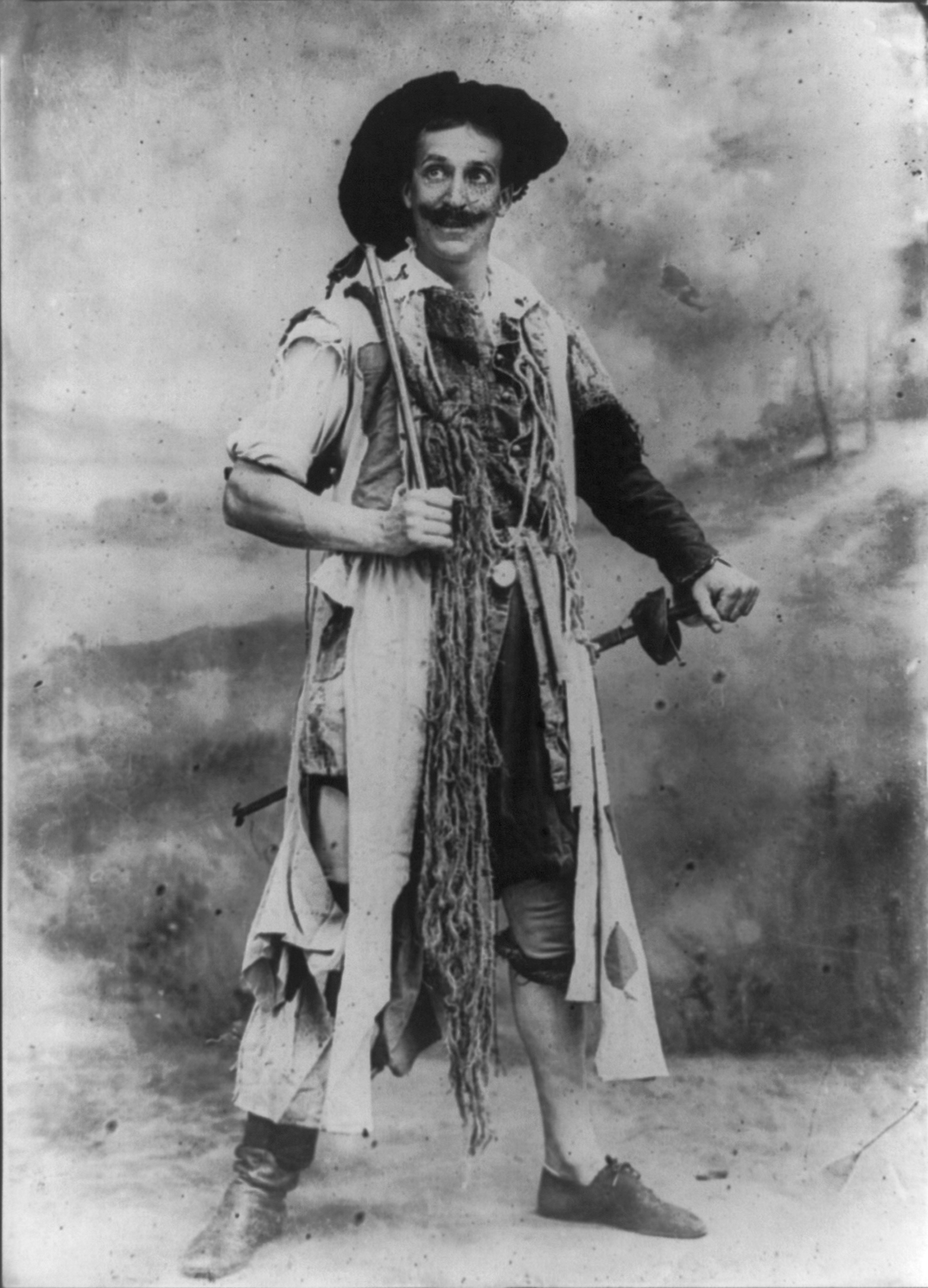
Benson, im Kostüm (1916)

Sir Francis Robert „Frank“ Benson (* 4. November 1858 in Tunbridge Wells, Grafschaft Kent; † 31. Dezember 1939 in London) war ein englischer Schauspieler.

## Leben
Benson kam 1858 als Sohn von William Benson zur Welt. Er besuchte das Winchester College und später das New College an der Universität Oxford, wo er sich als Sportler und Schauspieler engagierte. Als Tennisspieler nahm er 1882 ein einziges Mal am Turnier von Wimbledon teil und erreichte das Halbfinale. Nach Abschluss seines Studiums verfolgte er seine Schauspielkarriere weiter und erhielt 1882 die Rolle des Graf Paris in Romeo und Julia am Lyceum Theatre in London, unter dem Regisseur Henry Irving.
1883 gründete er mit Walter Bentley seine eigene Schauspielergruppe, mit der er in den folgenden Jahrzehnten in England Erfolge feiern konnte und zu einem der einflussreichsten Persönlichkeiten der britischen Theaterszene aufstieg. Ein Mitglied seiner Gruppe, Gertrude Constance Cockburn, heiratete er 1886. Benson konzentrierte sich auf die Werke von William Shakespeare und war ab 1888 Direktor des Shakespeare-Festivals in Stratford-upon-Avon. 1901 gründete er eine Schauspielschule. 1916 wurde er von König Georg V. zum Knight Bachelor geschlagen.
1935, im Alter von 77 Jahren, trat Benson in einer Nebenrolle im US-amerikanischen Filmdrama The Great Impersonation auf. Er starb vier Jahre später im Londoner Stadtteil Kensington.